# Cody Wichmann
Cody Wichmann (Tucson, 3 marzo 1992) è un giocatore di football americano statunitense che milita nel ruolo di offensive guard per i Dallas Cowboys della National Football League (NFL).

## Biografia

### St. Louis/Los Angeles Rams
Dopo avere giocato al college a football alla Fresno State University, Wichmann fu scelto nel corso del quarto giro (119º assoluto) del Draft NFL 2015 dai St. Louis Rams. Debuttò come professionista subentrando nella gara del primo turno contro i Seattle Seahawks. Nella settimana 11 disputò la prima gara come titolare contro i Baltimore Ravens. La sua stagione da rookie si concluse con 12 presenze, di cui 7 come partente.

### Tennesseee Titans
Il 12 settembre 2017, Wichmann firmò con la squadra di allenamento dei Tennessee Titans.

### Dallas Cowboys
Il 4 settembre 2018, Wichmann firmò con la squadra di allenamento dei Dallas Cowboys.